# 29685 Soibamansoor
29685 Soibamansoor este un asteroid din centura principală de asteroizi.

## Descriere
29685 Soibamansoor este un asteroid din centura principală de asteroizi. A fost descoperit pe 14 decembrie 1998 la Socorro, New Mexico, în cadrul proiectului LINEAR. Asteroidul prezintă o orbită caracterizată de o semiaxă mare de 2,42 ua, o excentricitate de 0,05 și o înclinație de 7,2° în raport cu ecliptica.